# Saetherops bidentata
Saetherops bidentata är en tvåvingeart som beskrevs av Andersen och Mendes 2007. Saetherops bidentata ingår i släktet Saetherops och familjen fjädermyggor. Inga underarter finns listade i Catalogue of Life.